# Barbara Love
Barbara Love   (Ridgewood, 27 de febrer de 1937 - Bronx, 13 de novembre de 2022), és una escriptora feminista i activista, lesbiana estatunidenca, editora de Feminists who Changed America, 1963-1975. Les Veteran Feminists of America van dir sobre Barbara Love: "Si els activistes de la segona onada es classifiquessin en funció de les seves contribucions, Barbara Love estaria entre els deu primers."
Amb l'National Organization for Women, Barbara Love va organitzar i va participar en protestes, com la protesta contra el The New York Times que va donar lloc a la millora dels classificats de llocs de treball: Igual treball, igual salari. Ha treballat a l'organització per millorar l'acceptació de les feministes lesbianes. Va ajudar a fundar grups de sensibilització per a feministes lesbianes i va participar activament en el moviment d'alliberament gai. La seva mare li va donar suport durant les marxes pels drets dels homosexuals i l'orgull dels homosexuals.
Juntament amb la seva companya i amant feminista, Sidney Abbott, és coautora del llibre clàssic Sappho Was a Right-on Woman: A Liberated View of Lesbianism, que espera que portarà a prendre consciència de l'opressió de les dones i les lesbianes a societat. Va ajudar amb la presentació a l'Associació Americana de Psiquiatria (APA), que va provocar l'eliminació de l'homosexualitat del Manual de diagnòstic i estadística dels trastorns mentals (DSM) .

## Biografia
Barbara Love va néixer el 1937 i va créixer a Ridgewood. El seu pare d'origen danès era fabricant de mitges. El rei de Dinamarca el va condecorar pel seu paper durant la guerra com a agent clandestí. També va treballar a Radio Liberty. La seva mare, Lois Love, els avantpassats de la qual eren del Massachusetts colonial, participava en activitats comunitàries.
Als 12 anys com a nedadora competitiva, va ser la primera persona de Nova Jersey que va batre el rècord de 100 metres lliures en menys d'un minut.
Barbara Love tenia diversos punts de disputa amb els seus pares com a feminista democràtica lèsbica. La preocupació més important dels seus pares republicans «d'extrema dreta» era ser demòcrata. Es va aïllar de la resta de la família perquè tenia amics que no eren protestants ni membres del Country Club i molts dels quals eren pobres. "També es preguntava per què les dones havien d'estar a la cuina mentre els homes estaven a la sala discutint coses d'importància mundial. Va començar a enamorar-se de les noies a la universitat, però no es va adonar que era lesbiana i que no tenia ningú amb qui parlar dels seus sentiments. El 1968, va dir a la seva mare que era gai. La resposta de la seva mare va ser "Sigues fidel a tu mateix".  Lois Love va donar suport a la seva filla en les marxes pels drets dels homosexuals i l'orgull i va fundar l'organització Parents and Friends of Lesbians and Gays.
Barbara Love va estudiar periodisme i es va graduar el 1959 a la Universitat de Syracuse. Mentre hi era, va descobrir que els homosexuals podien ser expulsats de la universitat per la seva sexualitat i que la seva vida era "trista i sovint perillosa". Després de graduar-se, va ensenyar a una escola americana a Itàlia. El 1961, va tornar als Estats Units.

## Moviment de les dones
Barbara Love es va involucrar en el moviment de dones i l'National Organization for Women (NOW) quan hi havia una petita secció a Nova York. Va saber-ho entrevistant Long John Nebel, en conèixer una fundadora de NOW, Muriel Fox i xerrant amb la periodista del Long Island Press, Dolores Alexander, que va entrevistar Betty Friedan. Va ser convidada a una reunió de la junta de la secció a l'apartament de Friedan a l'edifici Dakota. A més de Friedan, a qui va trobar "dura i exigent", hi havia altres activistes com Rita Mae Brown i Kate Millett. Barbara Love va ajudar a organitzar algunes de les protestes del grup i va participar en la protesta contra el New York Times, Colgate-Palmolive i restaurants i hotels exclusivament per a homes. La protesta contra el New York Times demanava la inclusió d'anuncis de sol·licitud de feina per a homes i dones. En aquella època, es va produir una disminució del 25% de les feines ocupades per dones, un problema per assolir l'objectiu de "igual salari per igual treball".
Betty Friedan, que reflecteix la postura d'alguns altres membres heterosexuals de NOW, va dir inicialment que la presència de lesbianes a l'organització va danyar la seva imatge. La resposta pública de Barbara Love va ser: " La meva vida va millorar des que em vaig unir a NOW i encara millor quan em vaig unir a les dones que forjaven els inicis de l'alliberament lèsbic", cosa que reflectia la seva intenció de promoure el lesbianisme com una qüestió feminista dins NOW. Va desenvolupar Foremost Women in Communications recopilant la informació, editant-la i publicant-la. Va començar a treballar el 1970 després d'adonar-se de la necessitat de crear un fons de recursos i capacitats femenines en el camp de la comunicació.

## Feminista lesbiana
En no sentir-se acceptades pels moviments gais i femenins, Barbara Love i d'altres feministes lesbianes van formar grups de sensibilització i van animar altres lesbianes a unir-s'hi. Una altra coordinadora va ser Sidney Abbott que es va convertir en l'amant i coautora de Barbara Love. Als anys setanta, eren membres de Radicalesbians. Amb Elizabeth Shankin, Barbara Love va fundar els Matriarchists, un grup feminista radical. Va organitzar conferències, va realitzar sessions de sensibilització, va escriure documents de presa de posició i va publicar a principis dels anys setanta una revista titulada Matriarchists.
Mentre que Kate Millett parlava d'alliberament sexual a la Universitat de Colúmbia l'any 1970, una dona al públic li va demanar: « Per què no dieu que sou lesbiana, aquí, obertament. Heu dit que éreu lesbianes abans. Millett va respondre amb indecisió: « Sí, sóc lesbiana ». Algunes setmanes més tard, l'article del Time del 8 de desembre de 1970 « Women's Lib: A Segon Look » va informar que Millett havia admès que era bisexual, la qual cosa, segons ella, la desacreditaria probablement com a portaveu del moviment feminista perquè « reforçava els punts de vista d'aquests escèptics que rebutjaven sistemàticament totes les liberals com a lesbianes ». En resposta, dos dies més tard es va organitzar una roda de premsa per Barbara Love i Ivy Bottini a Greenwich Village que va portar a una declaració en nom de 30 líders lesbianes i feministes que van declarar la seva « solidaritat amb la lluita dels homosexuals per arribar al seu alliberament en una societat sexista ».
Barbara Love va aparèixer a The Phil Donahue Show el 1970 i a David Susskind Show al Public Broadcasting Service el 1971, juntament amb altres sis lesbianes, inclosa Lilli Vincenz i Barbara Gittings. Van ser les primeres lesbians que van aparèixer a la televisió als Estats Units i van discutir els estereotips gai amb Susskind. Una setmana després d'aparèixer al programa David Susskind, una parella de mitjana edat es va apropar a Gittings en un supermercat per afirmar: "M’has fet adonar que els homosexuals ens estimem com Arnold i jo."
En el seu assaig Is Women's Liberation a Lesbian Plot publicat al llibre Women in a Sexist Society (1971), Sydney Abbott i Barbara Love van opinar sobre el paper de les lesbianes en el moviment d'alliberament de les dones: "Les lesbianes són les dones que potencialment poden demostrar la seva vida fora de l'estructura de poder masculina que domina el matrimoni, així com tots els altres aspectes de la nostra cultura. Per tant, el moviment lèsbic no només està lligat a l'alliberament de les dones, sinó que està al mateix centre."
Pel que fa a com les lesbianes representaven les dones alliberades per excel·lència, Barbara Love va dir el 1972: "Les lesbianes tenen independència econòmica, autodeterminació sexual, és a dir, control sobre el seu cos i el seu estil de vida."
Aquell any, en una conferència nacional NOW a Califòrnia, Arlie Scott va proposar una iniciativa que va donar lloc a l'aprovació d'una resolució que afirmava que el lesbianisme és una qüestió feminista. Friedan va donar suport a la resolució sobre els drets de les lesbianes a la conferència de l'Any Internacional de la Dona a Houston el 1976.
Abbott i Love van deixar les Radicalesbians i van formar 26 grups de sensibilització a final dels anys setanta. Sidney Abbott, Kate Millett, Phyllis Birkby, Alma Routsong i Artemis March van ser algunes dels membres de CR One, el primer grup de sensibilització de lesbianes-feministes.

## Diagnòstic psiquiàtric
Hi havia un capítol al Manual diagnostica i estadístic dels disturbis mentals (DSM) per a l'homosexualitat. Barbara Gittings, Barbara Love i d'altres lesbianes i gais van fer una presentació l'any 1971 a l'Associació americana de psiquiatria (APA) que va influir sobre la decisió del 15 de desembre de 1973 de retirar l'homosexualitat del DSM. Només es van conservar dos diagnòstics: l'orientació sexual egodistònica i el sexual disturbance disorder.

## Parents of Gais
Sidney Abbott i Barbara Love van ser de les primeres feministes a unir-se al moviment d'alliberament gai. Barbara Love, Morty Manford, Jeanne Manford i la mare de Love van fundar els Parents of Gais, que es va convertir en l'organització nacional Parents and Friends of Lesbians and Gays. Barbara Love igualment va co-fundar un centre gratuït per als gais, Identity House.

## Sappho Was a Right-on Woman
El 1971, va coescriure el primer llibre de no-ficció sobre el lesbianisme des d'una perspectiva positiva, Sappho Was a Right-on Woman, amb Sidney Abbott. També va ser la primera a discutir el vincle entre feminisme i lesbianisme. Van escriure que l'objectiu del llibre era que les lesbianes poguessin viure la seva vida "inconscientment", sense que la societat les estigmatitzés pel seu gènere o sexualitat. Ser "la gent més corrent». Calia una consciència creada pels moviments d'alliberament homosexual i d'alliberament de dones que conduiria a l'eliminació del comportament i les pràctiques opressives.

## Feminists Who Changed America 1963-1975
El 1996 va iniciar un projecte per escriure les biografies de 2.200 feministes de segona onada i enregistrar esdeveniments importants d'aquest període, que van donar lloc a Feminists Who Changed America 1963-1975. Va ser assistida per Veteran Feminists of America (VFA). El seu llibre va ser objecte de discussions o conferències en esdeveniments VFA i NOW
En una entrevista sobre el llibre, Barbara Love va dir: "Aquest llibre s'havia d'escriure. L'èxit de la segona onada del moviment femení és el resultat d'un esforç col·lectiu de milers de persones. Aquest llibre vol reconèixer les lluites i els èxits de cada individu implicat en el moviment. Inclou les biografies de més de 2.200 dones (i alguns homes) les accions de les quals van provocar canvis substancials per a les dones des del 1963 (any en què es va publicar The Feminine Mystique) de Betty Friedan fins al 1975."
Per als "artesans de canvis» vius, la informació es va recollir mitjançant qüestionaris i altres fonts d'informació. A més de la investigació, es van entrevistar persones properes a activistes morts per recollir informació. El llibre se centra en les contribucions de les persones en lloc de les organitzacions. La informació sobre cada feminista s'arxiva a la Sophia Smith Collection del Smith College.

### Anys ulteriors
Love seu al consell d'administració de Veteran Feminists of America i va continuar nedant de manera competitiva fins als 70 anys. Per exemple, va aconseguir diverses medalles en les dones majors dels Gay Games a Amsterdam l'any 1998.

## Publicacions
Editora
- Feminists who Changed America, 1963-1975. University of Illinois Press, 2006. ISBN 978-0-252-03189-2.

Autora
- Foremost women in communications: a biographical reference work on accomplished women in broadcasting, publishing, advertising, public relations, and allied professions. Foremost Americans Publishing Corporation, 1970. ISBN 978-0-8352-0414-9.

Co-autora
- Sydney Abbott. «Is Women's Liberation a Lesbian Plot?». A: Woman in Sexist Society: Studies in Power and Powerlessness. New American Library, 1972. ISBN 978-0-465-09199-7.
- Sidney Abbott. Sappho was a Right-on Woman: A Liberated View of Lesbianism. Stein and Day, 1977. ISBN 978-0-8128-2406-3.
- Barbara Love. «The Answer is Matriarchy». A: Mothering: Essays in Feminist Theory. Rowman & Allenheld, 1983.